# Anna Soler-Pont
Anna Soler-Pont (Barcelona, 1968) és una agent literària, productora audiovisual i escriptora catalana. És mare d'Ennatu Domingo.
Ha fet una constant promoció internacional de la literatura dels països d'Àfrica. Comissària el 2007 del programa de la cultura catalana com a convidada d'honor a la Fira del Llibre de Frankfurt, també ha impulsat projectes per al cinema i la televisió i ha elaborat una antologia de contes africans, a més de ser coautora de la novel·la "Rastres de sàndal". El 2015 li fou concedida la Creu de Sant Jordi "per la vàlua d'una activitat destacada a partir del 1992 amb la fundació de l'agència Pontas, que li ha procurat projecció internacional."